# Lexus RC F GT3
Chronologie des modèles
La Lexus RC F GT3 est une Lexus RC de compétition développée par Toyota Gazoo Racing,. La voiture répond à la réglementation technique du Groupe GT3. Elle a été présentée en 2014 lors, du Salon international de l'automobile de Genève afin de participer à des championnats asiatiques,  américains et européens répondant à la réglementation GT3.

## Histoire en compétition
La Lexus RC F GT3 a fait ses premiers pas en compétition dans le championnat japonais Super GT au sein de l'écurie japonaise LM corsa (ja) dans la catégorie GT300 pour la saison 2015. Elle avait été confiée aux pilotes japonais Akira Iida et Hiroki Yoshimoto pour l’ensemble du championnat et le pilote allemand Dominik Farnbacher les avait pour les 10 Heures de Suzuka. Pour cette première saison, la voiture n'avait pas beaucoup brillé car seuleument 2 points avaient été marqué durant la saison.
Cette expérience avait été renouvelée en 2016, toujours avec l'écurie japonaise LM corsa (ja) dans la catégorie GT300. Elle avait été de nouveau confiée aux pilotes japonais Akira Iida et Hiroki Yoshimoto pour l’ensemble du championnat.
En 2017, La Lexus RC F GT3 a pour la première fois participé au championnat américain WeatherTech SportsCar Championship où l'écurie américaine avait fait participer 2 Lexus RC F GT3 a l'ensemble du championnat dans la catégorie GTD. Pour cette première saison, la voiture avait fini 4 fois sur le podium avec des victoires aux Sports Car Classic et aux 6 Heures de Watkins Glen. Cela lui a permis de finir 4e au championnat GTD pour sa première participation. Un engagement avait été également réalisé en Europe dans le championnat International GT Open où les écuries Emil Frey Racing et Farnbacher Racing avaient engagées la voiture. Pour cette première participation, la voiture remporta 6 manches.

## Écuries
- 3GT Racing
- AIM Vasser Sullivan
- Arto-Panther Team Thailand
- Emil Frey Racing
- Farnbacher Racing
- LM corsa (ja)
- Tech 1 Racing
- AKKODIS ASP Team